# Karel Candael
Carolus (Karel) Candael (Antwerpen, 4 september 1883 – Rotterdam, 27 maart 1948) was een Belgisch componist, muziekpedagoog en dirigent.

## Achtergrond
Hij kwam uit het arbeidersgezin van Jozephus Cornelis Candael en Maria Werner. Hij was getrouwd met Anna Creutz, een coloratuurzangeres met wie hij ook optrad. Uit het huwelijk kwam voort componist, dirigent Steven Candael en danseres, choreografe Marina Candael (1922-2003).

## Levensloop
Karel Candael studeerde aan het Antwerpse Conservatorium bij Jan Blockx, Emile Wambach (harmonie), Jozef Tilborghs en Lodewijk Mortelmans (contrapunt en fuga). Na zijn opleiding was hij zeer actief in de koor- en liedbeweging en stichtte hij het koor De Zangkapel. In 1907 kreeg zijn cantate Genovena van Brabant een eervolle vermelding (3e prijs) op het concours van de Prix de Rome. In 1909 werd hij benoemd tot tweede dirigent van de Koninklijke Vlaamse Opera. Twee jaar later schopte hij het tot dirigent van de Koninklijke Nederlandse Schouwburg . Vanaf 1930 was hij ook dirigent van de Casino-concerten in Knokke.
Als pedagoog was Candael verschillende jaren aan het Koninklijk Vlaams Conservatorium actief. Nadat hij tijdens de oorlogsjaren muziekles had gegeven in de Antwerpse stadsscholen werd hij er in 1919 leraar notenleer. In 1934 werd hij gepromoot tot leerkracht contrapunt en fuga.
Candael was ook actief als componist: zo schreef hij onder meer de balletten De zeven hoofdzonden (1927), Het Hooglied (1936) en het oratorium Het Marialeven (1941-1943) op tekst van zijn vriend Maurice Gilliams. Deze laatste werd in 1991 verfilmd door de BRT.

## Levenseind
Hij was actief in de socialistische beweging. In die hoedanigheid was hij in maart 1948 (weer) even in Nederland. Hij zou een concert leiden van het Lassalle-koor uit Antwerpen in het kader van een verbroederingsfeest. Hij gaf 27 maart 1948 leiding aan een repetitie van de Altrapsodie van Johannes Brahms met zangeres Hester Blok, toen hij in elkaar zakte, waarschijnlijk als gevolg van een hartinfarct. Het stoffelijk overschot werd opgebaard in de kapel van het Sint Franciscus Gasthuis.
- Bibliothèque nationale de France: cb16326376f (data)
- Gemeinsame Normdatei: 1050777654
- International Standard Name Identifier: 0000 0000 4159 0503
- Library of Congress Control Number: no2001029331
- MusicBrainz: f0096c8c-c195-4d89-9b80-8241338367c4
- Virtual International Authority File: 56259967
- WorldCat: E39PBJxWVf69rVc63CWv38Tj4q